# Mistrzostwa świata w kinballu
Mistrzostwa świata w kinballu (ang. Kin-Ball World Cup) – międzynarodowy turniej kinballu organizowany przez Międzynarodową Federację Kinballu (IKBF) dla męskich i żeńskich reprezentacji narodowych. Pierwsze mistrzostwa odbyły się w 2001 roku w kanadyjskim Quebecu i uczestniczyły w nim 7 męskich i 6 żeńskich drużyn. Od 2005 mistrzostwa odbywają się co dwa lata. Najwięcej tytułów mistrzowskich zdobyła męska oraz żeńska reprezentacja Kanady.

## Mężczyźni

### Wyniki
| Rok                                    | Organizator                   | T |  | Zwycięzca | II miejsce | III miejsce |  | Uwagi     |
| Mistrzostwa świata w kinballu mężczyzn |                               |   |  |           |            |             |  |           |
| 2001                                   | Quebec (Kanada)               | 1 |  | Kanada    | Japonia    | Belgia      |  | ? drużyn  |
| 2002                                   | Quebec (Kanada)               | 2 |  | Kanada    | Japonia    | Francja     |  | ? drużyn  |
| 2005                                   | Ans (Belgia)                  | 3 |  | Kanada    | Japonia    | Francja     |  | ? drużyn  |
| 2007                                   | Bilbao (Hiszpania)            | 4 |  | Kanada    | Japonia    | Francja     |  | 7 drużyn  |
| 2009                                   | Trois-Rivières (Kanada)       | 5 |  | Kanada    | Belgia     | Japonia     |  | 7 drużyn  |
| 2011                                   | Nantes (Francja)              | 6 |  | Kanada    | Japonia    | Francja     |  | 8 drużyn  |
| 2013                                   | Pepinster (Belgia)            | 7 |  | Kanada    | Japonia    | Belgia      |  | 11 drużyn |
| 2015                                   | Torrejón de Ardoz (Hiszpania) | 1 |  | Japonia   | Francja    | Czechy      |  | 12 drużyn |
| 2017                                   | Tokyo (Japonia)               | 8 |  | Kanada    | Japonia    | Czechy      |  | 11 drużyn |

### Klasyfikacja medalowa
W dotychczasowej historii Mistrzostw świata na podium oficjalnie stawało w sumie 5 drużyn. Liderem klasyfikacji jest Kanada, która zdobyła złote medale mistrzostw 8 razy.
Stan na grudzień 2018.
| Lp. | Reprezentacja | Miejsca na podium | Miejsca na podium | Miejsca na podium | Zwycięskie sezony |   |   |                                                |
| --- | ------------- | ----------------- | ----------------- | ----------------- | ----------------- | - | - | ---------------------------------------------- |
| Lp. | Reprezentacja | 1.                | Kanada            | 8                 | Zwycięskie sezony | 1 | 0 | 2001, 2002, 2005, 2007, 2009, 2011, 2013, 2017 |
| 2.  | Japonia       | 1                 | 7                 | 1                 | 2015              |   |   |                                                |
| 3.  | Francja       | 0                 | 1                 | 4                 |                   |   |   |                                                |
| 4.  | Belgia        | 0                 | 1                 | 2                 |                   |   |   |                                                |
| 5.  | Czechy        | 0                 | 0                 | 2                 |                   |   |   |                                                |

## Kobiety

### Wyniki
| Rok                                  | Organizator                   | T |  | Zwycięzca | II miejsce | III miejsce |  | Uwagi     |
| Mistrzostwa świata w kinballu kobiet |                               |   |  |           |            |             |  |           |
| 2001                                 | Quebec (Kanada)               | 1 |  | Kanada    | Japonia    | Belgia      |  | ? drużyn  |
| 2002                                 | Quebec (Kanada)               | 2 |  | Kanada    | Japonia    | Francja     |  | ? drużyn  |
| 2005                                 | Ans (Belgia)                  | 3 |  | Kanada    | Japonia    | Francja     |  | ? drużyn  |
| 2007                                 | Bilbao (Hiszpania)            | 4 |  | Kanada    | Japonia    | Francja     |  | 6 drużyn  |
| 2009                                 | Trois-Rivières (Kanada)       | 5 |  | Kanada    | Francja    | Japonia     |  | 6 drużyn  |
| 2011                                 | Nantes (Francja)              | 6 |  | Kanada    | Japonia    | Szwajcaria  |  | 7 drużyn  |
| 2013                                 | Pepinster (Belgia)            | 7 |  | Kanada    | Japonia    | Belgia      |  | 8 drużyn  |
| 2015                                 | Torrejón de Ardoz (Hiszpania) | 8 |  | Kanada    | Japonia    | Francja     |  | 9 drużyn  |
| 2017                                 | Tokyo (Japonia)               | 9 |  | Kanada    | Japonia    | Francja     |  | 11 drużyn |

### Klasyfikacja medalowa
W dotychczasowej historii Mistrzostw świata na podium oficjalnie stawało w sumie 5 drużyn. Liderem klasyfikacji jest Kanada, która zdobyła złote medale mistrzostw 9 razy.
Stan na grudzień 2018.
| Lp. | Reprezentacja | Miejsca na podium | Miejsca na podium | Miejsca na podium | Zwycięskie sezony |   |   |                                                      |
| --- | ------------- | ----------------- | ----------------- | ----------------- | ----------------- | - | - | ---------------------------------------------------- |
| Lp. | Reprezentacja | 1.                | Kanada            | 9                 | Zwycięskie sezony | 0 | 0 | 2001, 2002, 2005, 2007, 2009, 2011, 2013, 2015, 2017 |
| 2.  | Japonia       | 0                 | 8                 | 1                 |                   |   |   |                                                      |
| 3.  | Francja       | 0                 | 1                 | 5                 |                   |   |   |                                                      |
| 4.  | Belgia        | 0                 | 0                 | 2                 |                   |   |   |                                                      |
| 5.  | Szwajcaria    | 0                 | 0                 | 1                 |                   |   |   |                                                      |